# Tabasalu
Tabasalu – okręg miejski w Estonii i stolica gminy Harku, w prowincja Harju.